# 2023年エルズルムデフリンピックの日本選手団
2023年エルズルムデフリンピックの日本選手団（2023ねんエルズルムデフリンピックのにっぽんせんしゅだん）では、2024年3月2日から3月12日にかけてトルコ東アナトリア地方エルズルムで開催のエルズルムデフリンピックの日本選手団、およびその競技結果について記す。

## 概要

### 選手団
- 団長：太田陽介（全日本ろうあ連盟【JFD】スポーツ委員会委員長、社会福祉法人福岡県聴覚障害者協会）[3]
- 主将：村田 悠祐（スキー）[2]
- 旗手：東海林直広（フットサル）[2]

### 公式行事
- 結団式[2]

日時：2024年2月20日（火）19時
形式：オンライン

## メダル獲得者
総メダル獲得数は過去最多だった2015年ハンティ・マンシースク大会の5個を上回り、冬季大会日本選手団最多となる7個のメダルを獲得。

金メダル数は2大会連続で無獲得に終わったが、銀メダルは複数個獲得が史上初で、過去最多の4個を獲得した。また、今大会から新設されたフットサルが初メダル獲得、アルペンスキーも3個のメダルを獲得した。
| メダル | 選手名                                                                                        | 競技                 | 種目               | 日付    | 備考                                                               |
| ------ | --------------------------------------------------------------------------------------------- | -------------------- | ------------------ | ------- | ------------------------------------------------------------------ |
| 銀     | 田苗優希                                                                                      | アルペンスキー       | 女子スーパー大回転 | 3月3日  | 日本選手団・銀メダル第1号                                          |
| 銀     | 田苗優希                                                                                      | アルペンスキー       | 女子大回転         | 3月10日 | 複数個メダル獲得・2枚目の銀メダル。 銀メダルの複数個獲得は史上初。 |
| 銀     | 村田悠祐                                                                                      | アルペンスキー       | 男子大回転         | 3月10日 |                                                                    |
| 銀     | 折橋正紀 鎌塚剛史 齋藤基貴 坂本大起 設楽武秀 東海林直広 土屋祐輝 野寺風吹 本多将起 宗澤麟太郎 | フットサル           | 男子               | 3月12日 | フットサル競技は今大会から導入、同競技・同種目初メダル獲得。       |
| 銅     | 和田胤佳                                                                                      | アルペンスノーボード | 女子パラレル大回転 | 3月4日  | 銅メダル第1号                                                      |
| 銅     | 和田胤佳                                                                                      | アルペンスノーボード | 女子パラレル回転   | 3月6日  | 複数個メダル獲得・2枚目の銅メダル                                  |
| 銅     | 荒谷飛翔 松橋早友梨                                                                           | カーリング           | ミックスダブルス   | 3月6日  | 新種目でのメダル獲得                                               |

## 種目別選手・スタッフ

### アルペンスキー
- 監督：田苗俊一（公益社団法人東京聴覚障害者総合支援機構東京都聴覚障害者連盟、株式会社日立ビルシステム）
- コーチ：小部晃裕（MR-TUNE）

男子
- 村田悠祐（公益社団法人東京聴覚障害者総合支援機構東京都聴覚障害者連盟、学校法人朴沢学園仙台大学）

| 種目           | 結果・タイム | 順位 |
| -------------- | ------------ | ---- |
| 回転           |              |      |
| 大回転         | [4]          | 2    |
| スーパー大回転 | DNF          | DNF  |
| 複合           | 1:49.19[5]   | 9位  |
| パラレル回転   | 23.92[6]     | 7位  |
女子
- 田苗優希（公益社団法人東京聴覚障害者総合支援機構東京都聴覚障害者連盟、筑波大学附属聴覚特別支援学校）

| 種目           | 結果・タイム | 順位 |
| -------------- | ------------ | ---- |
| 回転           |              |      |
| 大回転         | [4]          | 2    |
| スーパー大回転 | 56.85        | 2    |
| 複合           | 1:57.75[7]   | 4位  |
| パラレル回転   | NC[8][9]     | DNF  |

### アルペンスノーボード
- 監督：土師比佐夫（公益社団法人北海道ろうあ連盟）
- コーチ：野藤優貴
- トレーナー：津賀裕喜（学校法人帝京平成大学）

女子
- 岡奈々花（一般社団法人神奈川県聴覚障害者連盟、株式会社NTTデータMSE）

| 種目           | 順位    |
| -------------- | ------- |
| パラレル回転   |         |
| パラレル大回転 | 6位[10] |
- 和田胤佳（一般社団法人神奈川県聴覚障害者連盟、東京都立中央ろう学校）

| 種目           | 順位 |
| -------------- | ---- |
| パラレル回転   |      |
| パラレル大回転 | [10] |

### カーリング
- 監督：竹川寿美子（公益社団法人東京聴覚障害者総合支援機構東京都聴覚障害者連盟、国家公務員共済組合連合会虎の門病院）
- トレーナー兼日本手話言語通訳：宮原麻衣子
- コーチ：青田しのぶ（学校法人青森田中学園）
- 国際手話通訳：砂田武志（公益社団法人東京聴覚障害者総合支援機構東京都聴覚障害者連盟、大学共同利用機関法人自然科学研究機構）

男子
- 荒谷淳一（一般社団法人青森県ろうあ協会）
- 荒谷飛翔（一般社団法人愛知県聴覚障害者協会、株式会社デンソー西尾製作所）
- 金田篤（公益社団法人北海道ろうあ連盟、北海道高等聾学校）
- 宮村章弘（公益社団法人北海道ろうあ連盟、北海道コカ・コーラプロダクツ株式会社）
- 山口翔大（一般社団法人福島県聴覚障害者協会、福島県立須賀川支援学校）

| 種目       | ラウンドロビン       | 順位 |
| 種目       | 対戦相手 結果        | 順位 |
| ---------- | -------------------- | ---- |
| 男子団体戦 | 中国(CHN) L 4-11[11] |      |
| 男子団体戦 | 韓国(KOR) L 4-11[12] |      |
ミックス戦
| 選手                | 種目             | ラウンドロビン             | 準決勝                   | 3位決定戦            | 順位 |
| 選手                | 種目             | 対戦相手 結果              | 対戦相手 結果            | 対戦相手 結果        | 順位 |
| ------------------- | ---------------- | -------------------------- | ------------------------ | -------------------- | ---- |
| 荒谷飛翔 松橋早友梨 | ミックスダブルス | ウクライナ(UKR) L 0-12[13] | ウクライナ(UKR) L 7-8[4] | 中国(CHN) W 12-4[14] | 3    |
| 荒谷飛翔 松橋早友梨 | ミックスダブルス | ポーランド(POL) W 11-3[15] | ウクライナ(UKR) L 7-8[4] | 中国(CHN) W 12-4[14] | 3    |
| 荒谷飛翔 松橋早友梨 | ミックスダブルス | スイス(SUI) W 8-1[16]      | ウクライナ(UKR) L 7-8[4] | 中国(CHN) W 12-4[14] | 3    |
| 荒谷飛翔 松橋早友梨 | ミックスダブルス | ハンガリー(HUN) W 7-2[17]  | ウクライナ(UKR) L 7-8[4] | 中国(CHN) W 12-4[14] | 3    |
| 荒谷飛翔 松橋早友梨 | ミックスダブルス | 中国(CHN) L 6-8[18]        | ウクライナ(UKR) L 7-8[4] | 中国(CHN) W 12-4[14] | 3    |
| 荒谷飛翔 松橋早友梨 | ミックスダブルス | 韓国(KOR) L 1-9[19]        | ウクライナ(UKR) L 7-8[4] | 中国(CHN) W 12-4[14] | 3    |
| 荒谷飛翔 松橋早友梨 | ミックスダブルス | トルコ(TUR) W 12-1[20]     | ウクライナ(UKR) L 7-8[4] | 中国(CHN) W 12-4[14] | 3    |
| 荒谷飛翔 松橋早友梨 | ミックスダブルス | ケニヤ(KEN) W 不戦勝[4]    | ウクライナ(UKR) L 7-8[4] | 中国(CHN) W 12-4[14] | 3    |

### フットサル
- 男子監督：藤井健太（一般社団法人Infinity Football Club）
- 女子監督：山本典城（ケイアイスター不動産株式会社）
- コーチ：石渡良太（ダンハウス株式会社）
- 国際手話通訳：高橋孝司（一般社団法人埼玉県聴覚障害者協会）
- 日本手話言語通訳兼メンタルコーチ：高橋基成（wingift）
- トレーナー：村上果乃子（筑波大学大学院）、福田翼（いしいファミリィほねつぎ）、宮澤楓

男子
女子

## 選手団本部名簿
参照
| 役職・担当       | 氏名        | 所属団体                                                                         |
| ---------------- | ----------- | -------------------------------------------------------------------------------- |
| 団長             | 太田陽介    | 一般財団法人全日本ろうあ連盟(JFD)スポーツ委員会 社会福祉法人福岡県聴覚障害者協会 |
| 副団長兼総務     | 石村真由美  | 公益社団法人東京聴覚障害者総合支援機構東京都聴覚障害者連盟                       |
| 医師             | 立石智彦    | 同愛記念病院                                                                     |
| 看護師           | 津田 三津枝 |                                                                                  |
| トレーナー       | 紺野 幹     | コントレ                                                                         |
| トレーナー       | 中川 菜保   |                                                                                  |
| 日本手話言語通訳 | 射手矢美佳  |                                                                                  |
| 日本手話言語通訳 | 片山洋子    |                                                                                  |
| 輸送             | 林孝雄      | 株式会社グロリアツアーズ                                                         |